# 코지마 후지코
코지마 후지코(일본어: 小島 藤子, 1993년 12월 16일 ~ )는 일본의 배우이다.
도쿄도 출신. 아시아 비즈니스 파트너즈 소속.

## 출연

### 드라마
- 너 범인 아니지? (2008년 4월 11일 ~ 6월 13일, TV 아사히) - 모리타 카에데 역
- 캣 스트리트 제2화 (2008년 9월 4일, NHK)
- 소공녀 세이라 (2009년 10월 17일 ~ 12월 19일, TBS) - 타케다 마리아 역
- 거침없이 한 획! (2010년 1월 7일 ~ 2월 11일, NHK)
- 일본인이 모르는 일본어 제9화 (2010년 9월 9일, 요미우리 TV) - 아야카 역
- 사랑하는 김치 (2011년 5월 4일, NHK 기후) - 카토 하루카 역
- 아스코마치~아스카 공업 고교 이야기~ 제1화 (2011년 4월 24일, TV 아사히) - 유즈키 역
- 내일의 빛을 잡고 2 (2011년 7월 4일 ~ 9월 2일, 토카이 TV) - 주연·이소야마 노조미 역
- 틴 코트 제1 ~ 2화 (2012년 1월 10일 ~ 17일, 닛폰 TV) - 테라니시 유이 역
- 연속 TV 소설 카네이션 제22 ~ 최종주 (2012년 3월 3일 ~ 31일, NHK) - 코하라 리카 역
- 블랙 보드~시대와 싸운 교사들~ 제3밤 (2012년 4월 7일, TBS) - 히야마 아야카 역
- 사립 바카레아 고교 제8화 (2012년 6월 2일, 닛폰 TV) - 리사 역
- 하야미 씨라고 불릴 날 스페셜 전편 (2012년 6월 10일, 후지 TV) - 아이하라 역
- 스프라우트 (2012년 7월 7일 ~ 9월 29일, 닛폰 TV) - 오자와 미유키 역
- 괴속 소녀 (2012년 11월 23일, NHK 교육) - 주연·야마자키 마코토 역
- 핀녀의 메리 크리스마스~사랑하고 싶어, 사랑하려고 안 해, 사랑할 수 없어.~ (2012년 12월 17일 ~ 19일, 닛폰 TV) - 치바 리이코 역
- 라스트 호프 제2화 (2013년 1월 22일, 후지 TV) - 사쿠라이 나호 역
- 스트로베리 나이트 애프터 더 인비저블 레인 〈침묵 원망 / 사일런트 머더〉 (2013년 1월 26일, 후지 TV) - 타니가와 치히로 역
- 35세의 고교생 (2013년 4월 13일 ~ 6월 22일, 닛폰 TV) - 코쿠부 모에 역
- 한밤중의 베이커리 (2013년 4월 28일 ~ 6월 16일, NHK BS 프리미엄) - 미키 료카 역
- 수수께끼 풀이는 저녁식사 후에 스페셜 스페셜~선상탐정·카게야마 CASE4 (2013년 8월 2일, 후지 TV) - 하마노 모모카 역
- 24개의 눈동자 (2013년 8월 4일, TV 아사히) - 야마이시 사나에 역
- 야마다 군과 7인의 마녀 (2013년 8월 24일 ~ 9월 28일, 후지 TV) - 사루시마 마리아 역
- 리갈 하이 제2기 제1화 (2013년 10월 9일, 후지 TV) - 미나미카제 룬룬 역
- 도쿄 밴드왜건~도시 대가족 이야기 제2·8화 (2013년 10월 19일·11월 30일, 닛폰 TV) - 마스타니 레이나 역
- 타나카미 토파즈! (2013년 12월 11일, NHK BS 프리미엄) - 미즈시마 하루나 역
- 종착역의 우시오 형사VS사건 기자·사에코 13 (2013년 12월 28일, TV 아사히) - 카나자와 나츠오 역
- 네즈미, 에도를 달리는 제1화 (2014년 1월 9일, NHK) - 스가 역
- 로스트 데이즈 (2014년 1월 11일 ~ 3월 15일, 후지 TV) - 후에키 마나 역
- 어게인!! (2014년 7월 ~ 9월, MBS) - 시바타 레오 역
- 제로의 진실~감찰의·마츠모토 마오~ 최종화 (2014년 9월 4일, TV 아사히) - 우치노 히카리 역
- Dr.너스 에이드 (2014년 11월 7일, 닛폰 TV) - 타카노 나츠 역
- 어째서 토도인 세이야 16세는 여자친구가 안 생기는 것인가? 제4화 (2014년 11월 10일, 나고야 TV) - 아사이 미나미 역
- 수렵 유키 공주 (2014년 11월 29일, 칸사이 TV) - 주연·나카니시 유키 역
- 대하드라마 꽃 타오르다 (2015년 1월 ~ 12월, NHK) - 요시다 후사 역
- 죽음의 장기 (2015년 7월 ~ 8월, WOWOW) - 타카쿠라 유미 역
- 호텔 컨시어지 제8화 (2015년 9월 1일, TBS) - 사키 역
- 영구 취직 시험 (2015년 10월 ~ 11월, 닛폰 TV)
- HiGH&LOW~THE STORY OF S.W.O.R.D.~ (2015년 10월 ~ 12월, 닛폰 TV) - 준코 역
- 별 볼 일 없는 나를 사랑해주세요 제8화 (2016년 3월 1일, TBS) - 시바타 아스카 역

### 영화
- 가슴 배구단 (2009년 4월 18일, 워너 브라더스 영화/토에이) - 쿠사마 리에 역
- 서도 걸즈!! 우리의 코시엔 (2010년 5월 15일, 워너 브라더스 영화) - 야마모토 코하루 역
- 런웨이☆비트 (2011년 3월 19일, 쇼치쿠) - 시미즈 케이코 역
- 라모트립 〈크롤링 킹 스네이크〉 (2012년 2월 25일, 도쿄 예술 대학) - 하기모토 카나에 역
- 악의 교전 (2012년 11월 10일, 토호) - 아베 미사키 역
- 극장판 제로 (2014년 9월 26일, KADOKAWA) - 리사 역
- 오성 투어리스트 THE MOVIE ~궁극의 교토 여행, 안내해드리겠습니다!!~ (2015년)
- 푸른 하늘 옐 (2016년, 토호) - 카스가 역

### 무대
- 낭독극 내 머리 속의 지우개 6th letter (2014년 6월 5일·7일, 텐노즈 은하 극장) - 세타(타카하라) 카오루 역
- GO WEST (2015년 6월 4일 ~ 14일, 텐노즈 은하 극장)

### CM
- NTT 도코모 응원 학생 할인 (2011년 2월 ~ )
- SONY WALKMAN S series (2011년 12월 ~ )
- 다이와 하우스 공업 xevo＋면진 시스템 (2012년 4월 ~ )
- 미츠비시 UFJ 니코스 MUFG 카드 골드 (2012년 7월 ~ )
- SoftBank iPhone5 〈SMILE〉 (2013년 3월 ~ )
- 츄츄안나 (2013년 9월 ~ )
- 야마자키 제빵 니쿠만 (2014년 12월 ~ )
- 토요타 자동차 트리플 어시스트 (2015년 12월 ~ )

### 광고
- 벨비 아카사카 크리스마스 캠페인 포스터 (2009년)
- 이치쿠라 후리소데 렌탈 온딘 이미지 모델 (2012년)
- 포인트 LOWRYS FARM 이미지 캐릭터 (2014년)